# 中伊全面合作计划

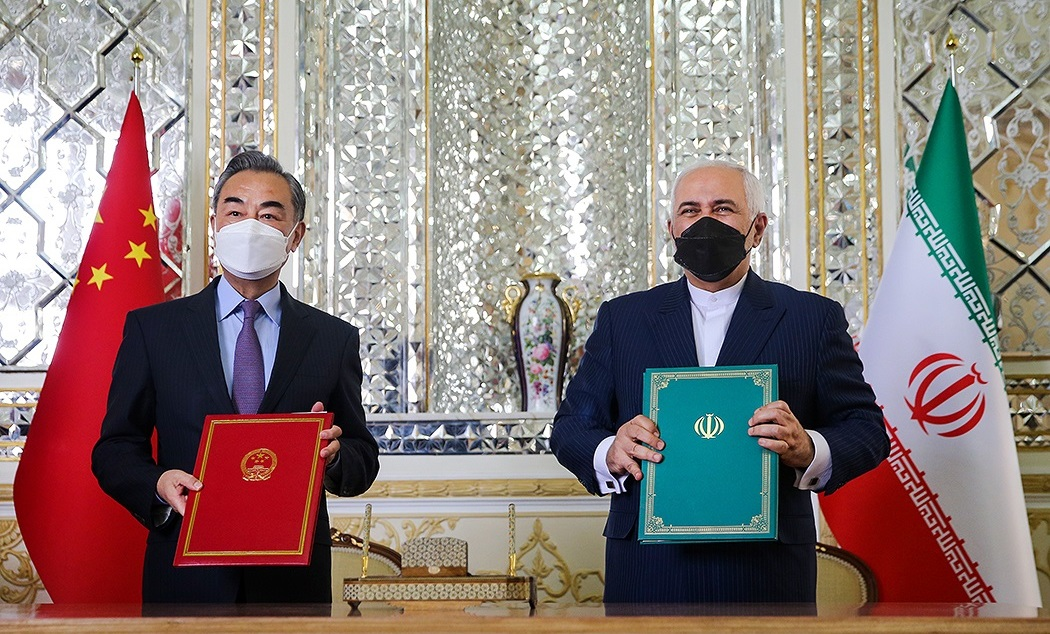
中伊兩國外長王毅与扎里夫于伊朗外交部签署协议

《中伊25年全面合作协议》（波斯語：برنامه ۲۵ ساله همکاری‌های مشترک ایران و چین），即中伊全面合作计划，是中华人民共和国与伊朗伊斯兰共和国间所签署为期25年的全面合作协议。该协议为促进双边关系而签署，2020年6月24日草拟于北京，2021年3月27日签署于德黑兰。该协议涉及两国政治、战略和经济的合作。

## 背景

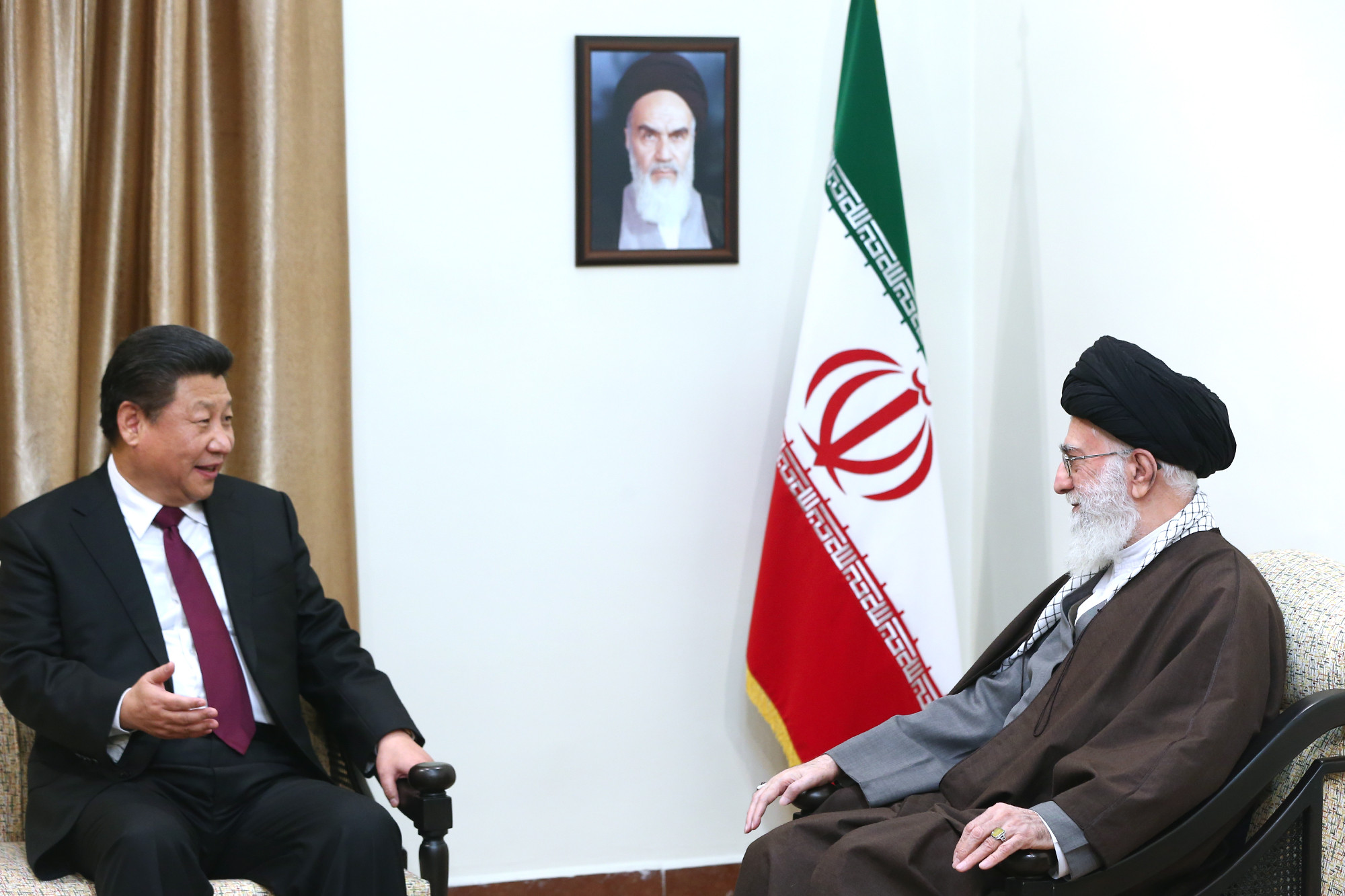
2016年，中國最高領導人习近平與伊朗最高領袖阿里·哈梅內伊在德黑蘭會面

美国在特朗普执政时期退出聯合全面行動計畫，并加大對伊朗的制裁，导致伊朗石油出口下跌，伊朗财政收入减少。
从2017年开始，中国取代美国，成为了世界上最大的石油进口国。
2016年，中国与伊朗建立全面战略伙伴关系。

## 历史
2020年7月6日中华人民共和国外交部例行记者会上，法新社记者称，伊朗外交部长表示“伊中两国正就一项25年期协议进行磋商”，当时主持记者会的发言人赵立坚回应道“我们愿同伊方共同努力，稳步推进务实合作”。
2021年3月27日，中国国务委员兼外交部长王毅在访问中东多国期间，在德黑兰与伊朗外长穆罕默德·贾瓦德·扎里夫共同签署了《中伊全面合作计划》。
2022年1月14日，中国国务委员兼外交部长王毅与伊朗外长侯赛因·阿米尔-阿卜杜拉希扬宣布启动此协议。

## 内容
据《纽约时报》称，根据该协议，中国对伊朗投资在25年内将达到4000亿美元；中国将在伊朗西北部的马库、阿拉伯河汇入波斯湾的阿巴丹，以及波斯湾的格什姆岛设立自由贸易区；此外，中国与伊朗将在银行、电信、港口、铁路、全球导航系统等领域及其他数十项工程中进行合作。

## 评价

### 签署双方
伊朗政府发言人阿里·拉比埃表示，这项协议将证明“美国孤立伊朗的企图的失败”。

### 批评
一些伊朗民众批评该协议，指责鲁哈尼政府“将伊朗卖给中国”，以及当局未向大众公布协议细节。据法尔达电台报道，前总统马哈茂德·艾哈迈迪内贾德批评该协议，表示：“我听说政府正和外国就一个没人知道的协议进行谈判，没有明确告诉大家，要放弃民族的财富。”

## 轶事
中国大陆网络上及环球时报等中国大陆官媒持观点认为，协议签署前夕发生的蘇伊士運河阻塞事件恰好阻止了美国海军艾森豪威尔号航空母舰战斗群到海湾地区威慑伊朗的行动。